# Johan Christian Urne
Johan Christian Urne (1705 – 12. april 1787 i Rønne) var en dansk amtmand.
Urne var søn af kaptajn ved det østsjællandske nationale Infanteriregiment Frederik Christian Urne (1669-1746) og Petronelle f. von Bassen. Han begyndte 1717 sin hoftjeneste som page, blev siden hofjunker hos prinsesse Sophie Hedevig og 1730 sekretær i Tyske Kancelli. Han ansøgte senere om at blive amtmand i Norge, men fik kongelig fortrøstning om et bedre avancement og udnævntes 1740 til amtmand på Bornholm, medens han 1739 forgæves havde søgt om at blive overpræsident i København. Lige efter en misvækst og i flere henseender under vanskelige forhold kom han til Bornholm, hvor de misfornøjede bønder trængte ind i hans bolig og kun med møje blev beroligede af ham. Han opnåede dog snart gennem Rentekammeret adskillige lempelser for de slettest stillede og viste under sin lange embedstid den største nidkærhed for amtet og dets beboere. I 1742 oprettedes, trods hans modstand, en permanent kommission for Bornholm, hvor han måtte nøjes med at tage sæde efter kommandanten. Hans interesse for øen viste sig bl.a. ved hans flittige indsamling af oplysninger vedrørende dens historie, som delvis findes bevarede på Universitetsbiblioteket, og som væsentlig har bidraget til samtidige og senere forfatteres skrifter om Bornholm, således navnlig til Laurids de Thurahs i 1756 udgivne Bornholms Beskrivelse. Urne, som 1753 var blevet etatsråd, fik 1778 på grund af sin høje alder afsked med fuld gage i pension og udnævntes samtidig til konferensråd og 1. medlem af den bornholmske bestandige kommission. Han frabad sig dog den sidste æresbevisning og døde ugift i Rønne 12. april 1787.